# Universität der Künste Berlin

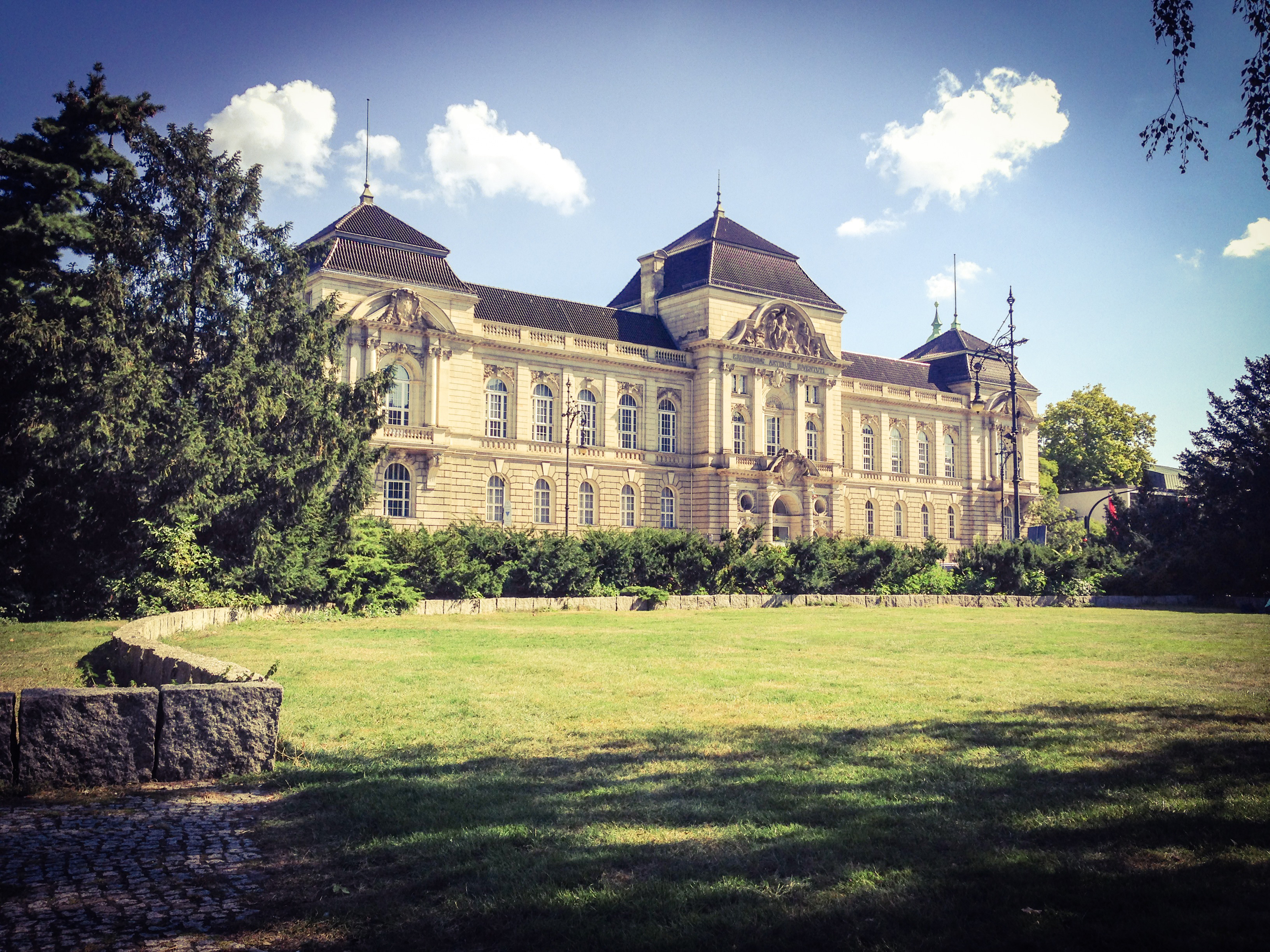
Hauptgebäude der Universität der Künste Berlin in der Hardenbergstraße in Berlin-Charlottenburg

Die Universität der Künste Berlin (UdK Berlin, bis 2001 Hochschule der Künste Berlin) ist eine deutsche Universität in Berlin. Sie geht auf die im Jahr 1696 gestiftete Kurfürstliche Academie der Mahler-, Bildhauer- und Architectur-Kunst zurück. Im Lauf der letzten 150 Jahren entstand sie durch schrittweisen Zusammenschluss verschiedener Bildungseinrichtungen für Musik, Architektur, Bildende Kunst, Schauspiel und Design.
Die UdK gliedert sich in die vier Fakultäten Bildende Kunst, Gestaltung, Musik und Darstellende Kunst. Sie betreibt das Jazz-Institut Berlin zusammen mit der Hochschule für Musik Hanns Eisler und das Hochschulübergreifende Zentrum Tanz zusammen mit der Hochschule für Schauspielkunst Ernst Busch.
Die Universität der Künste zählt mit 4000 Studenten in rund 70 Studiengängen zu den größten Kunstakademien weltweit.

## Geschichte

### Vorgängerinstitutionen ab 1696

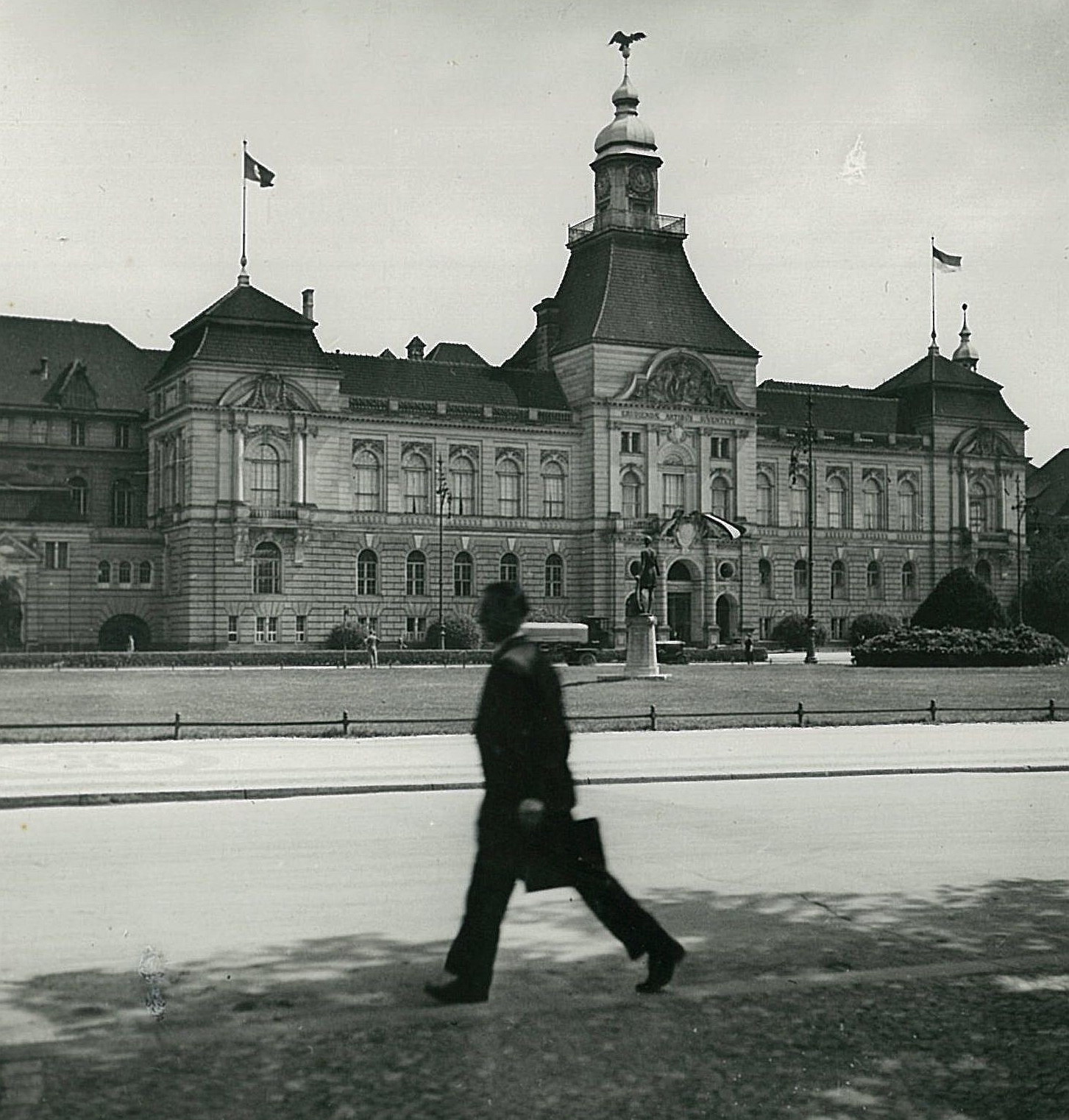
Hochschule für bildende Künste in der Hardenbergstraße, um 1928

Die Hochschulgeschichte bis 1975 ist komplex. Zu den Vorgängerinstitutionen auf Seiten der Fachbereiche Bildende Kunst und Gestaltung zählen die von Friedrich III. gestiftete Kurfürstliche Academie der Mahler-, Bildhauer- und Architectur-Kunst (1696), die Unterrichtsanstalt des Kunstgewerbemuseums Berlin (1867), die Königliche Kunstschule zu Berlin (1869), die Kunstgewerbe- und Handwerkerschule (1861) und die Meisterschule für Graphik und Buchgewerbe (1892), auf Seiten der Fachbereiche Musik und Darstellende Kunst das Königliche Musik-Institut Berlin (1822), das Stern’sche Städtische Konservatorium für Musik (1850), die unter der Leitung von Joseph Joachim gegründete Königliche Akademische Hochschule für ausübende Tonkunst (1869, seit 1918: Staatliche Akademische Hochschule für Musik) und die Hebbel-Theater-Schule (1946 gegründet, 1951 geschlossen). 
Im Zuge der „Machtergreifung“ durch die Nationalsozialisten wurde Fritz Stein zum Leiter der Staatlichen akademischen Hochschule für Musik ernannt.
Der Studiengang Schauspiel entstand aus der nachfolgend 1951 von Hilde Körber gegründeten Max-Reinhardt-Schule für Schauspiel, die 1964 in die damalige Hochschule für Musik und Darstellende Kunst integriert und 1975 mit der damaligen Hochschule für Bildende Künste zur Hochschule der Künste (seit 2001: Universität der Künste) vereinigt wurde.

### Hochschule der Künste Berlin, 1975–2001
Am 30. September 1975 entstand durch Zusammenführung der Staatlichen Hochschule für Bildende Künste und der Staatlichen Hochschule für Musik und Darstellende Kunst die Hochschule der Künste Berlin (HdK).
Im Wintersemester 1976/77 kam es an der Freien Universität Berlin zum Berufsverbotestreik, der unmittelbar auf alle Hoch- und Fachhochschulen im Westteil der Stadt übergriff. An der HdK streikten ab dem 6. Dezember 1976 ebenfalls zahlreiche Fachbereiche.
Während der Amtszeit des Präsidenten Ulrich Roloff (1977 bis 1991) gelang eine Konsolidierung der Hochschule als Reformhochschule, und es erfolgte ein erheblicher Ausbau der Hochschule. Nach der Auflösung der Pädagogischen Hochschule Berlin im Jahr 1980 wurde die Ausbildung von Kunst- und Musiklehrern übernommen. Nach dem Fall der Berliner Mauer 1989 wurde die Hochschule zu einer Gesamtberliner Einrichtung, woraus sich für die weitere Entwicklung sowohl neue Chancen als auch – aufgrund der finanziellen Situation des Landes Berlin – tiefgreifende strukturelle Sparmaßnahmen ergaben. So mussten zum Beispiel die Fachbereiche Druck sowie Erziehungs- und Gesellschaftswissenschaften aufgegeben werden. Außerdem entstanden verschiedene neue Studienfächer bzw. Arbeitsschwerpunkte, beispielsweise in den Fachbereichen der Neuen Musik, der Musiktherapie, des Experimentellen Films und des Szenischen Schreibens.
Im Laufe der Zeit wurde ein umfangreiches Netz von internationalen Beziehungen aufgebaut. Eine Strukturreform im Jahr 1996 führte zur heutigen Struktur der Hochschule mit den vier Fakultäten Bildende Kunst, Gestaltung, Musik und Darstellende Kunst.

### Universität der Künste Berlin ab 2001
Zum 1. November 2001 wurde der HdK der Titel Universität verliehen. Bereits zuvor besaß die HdK bereits als einzige künstlerische Bildungseinrichtung in Berlin das Promotionsrecht und wurde haushaltsrechtlich wie die übrigen drei Universitäten behandelt. Grund für die Umbenennung in Universität der Künste Berlin (kurz: UdK Berlin) war das Bestreben der Universitätsleitung, die Bandbreite des Angebotes mit einem international gebräuchlichen Namen zu beschreiben. Die UdK besitzt das Habilitations- und Promotionsrecht.

## Standorte
Die Universität ist auf etwa 15 Standorte überwiegend im Bezirk Charlottenburg-Wilmersdorf verteilt und hat keinen klassischen Campus. Das Hauptgebäude der Universität steht in der Hardenbergstraße 33, in der Nähe des Bahnhofs Zoologischer Garten. In der Hardenbergstraße befinden sich auch weitere Gebäude, beispielsweise das ehemalige Königliche Institut für Kirchenmusik in der Nr. 41 und ein Hochschulgebäude unter der Hausnummer 9. Weitere Hochschulgebäude und -einrichtungen sind in der Bundesallee 1–12 (ehemaliges Joachimsthalsches Gymnasium), am Einsteinufer 43–53 (ehemalige Staatliche Fachschule für Optik und Fototechnik), in der Fasanenstraße 1b und 88, dort befindet sich die Volkswagen-Universitätsbibliothek, in der Grainauer Straße 12, in der Grunewaldstraße 2–5 (Schöneberg), in der Karlsruher Straße 7a (Halensee), in der Lietzenburger Straße 45, in der Mierendorffstraße 30 und in der Straße des 17. Juni 118. Die Uferstudios befinden sich in der Uferstraße 23 in Gesundbrunnen.

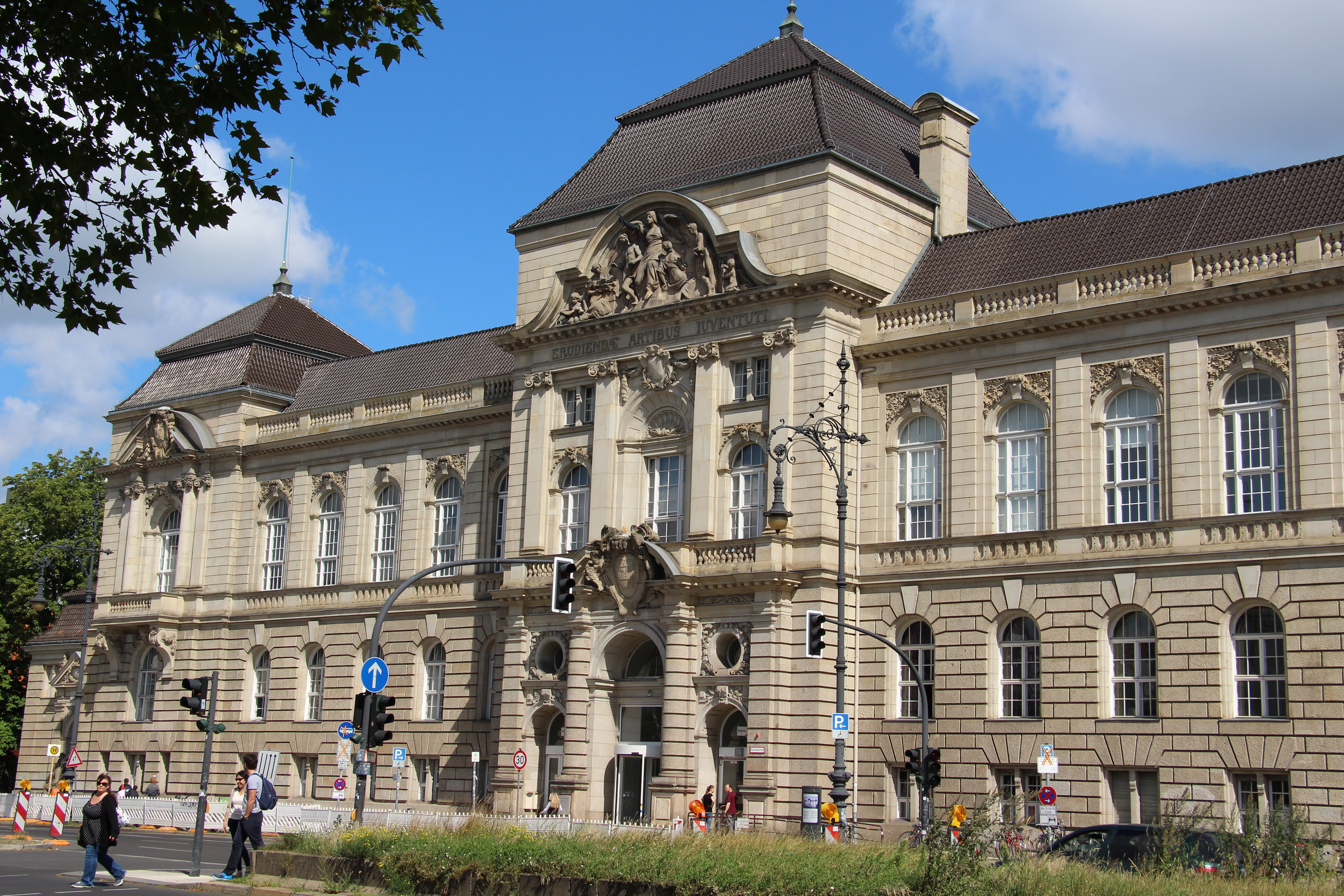
Hauptgebäude in Charlottenburg
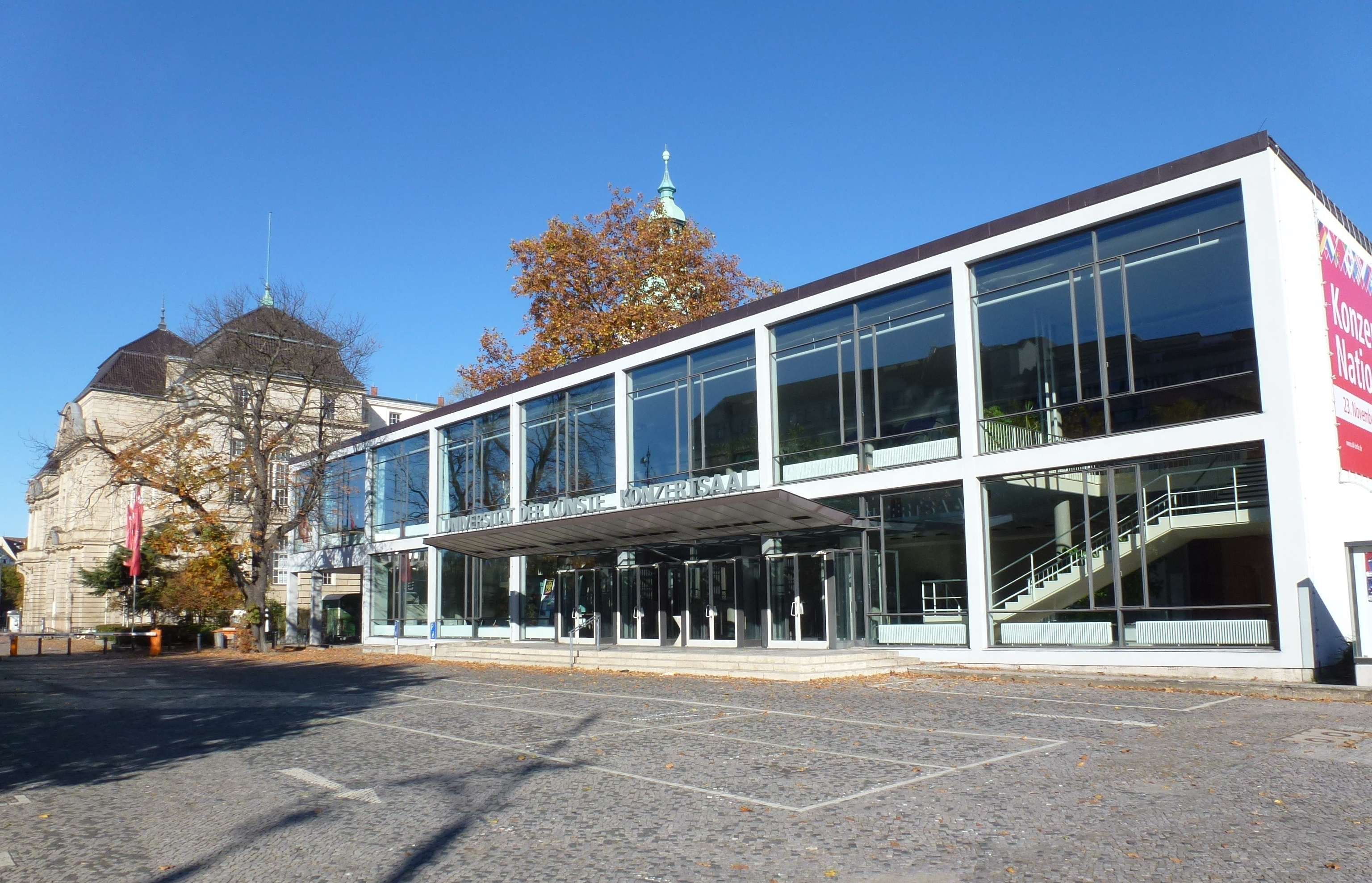
Konzertsaal in Charlottenburg
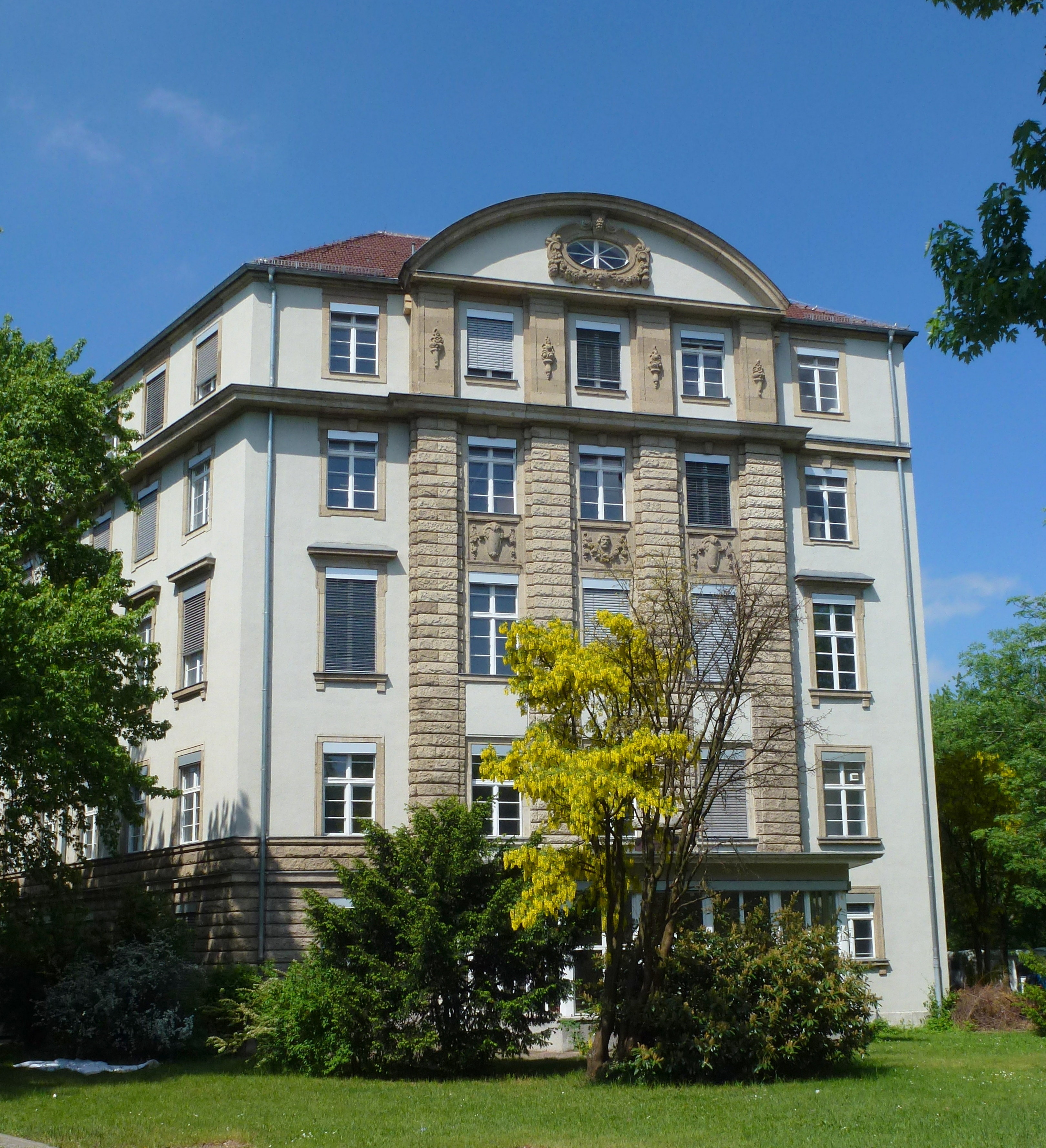
Gebäude der ehemaligen Meisterschule für das Kunsthandwerk
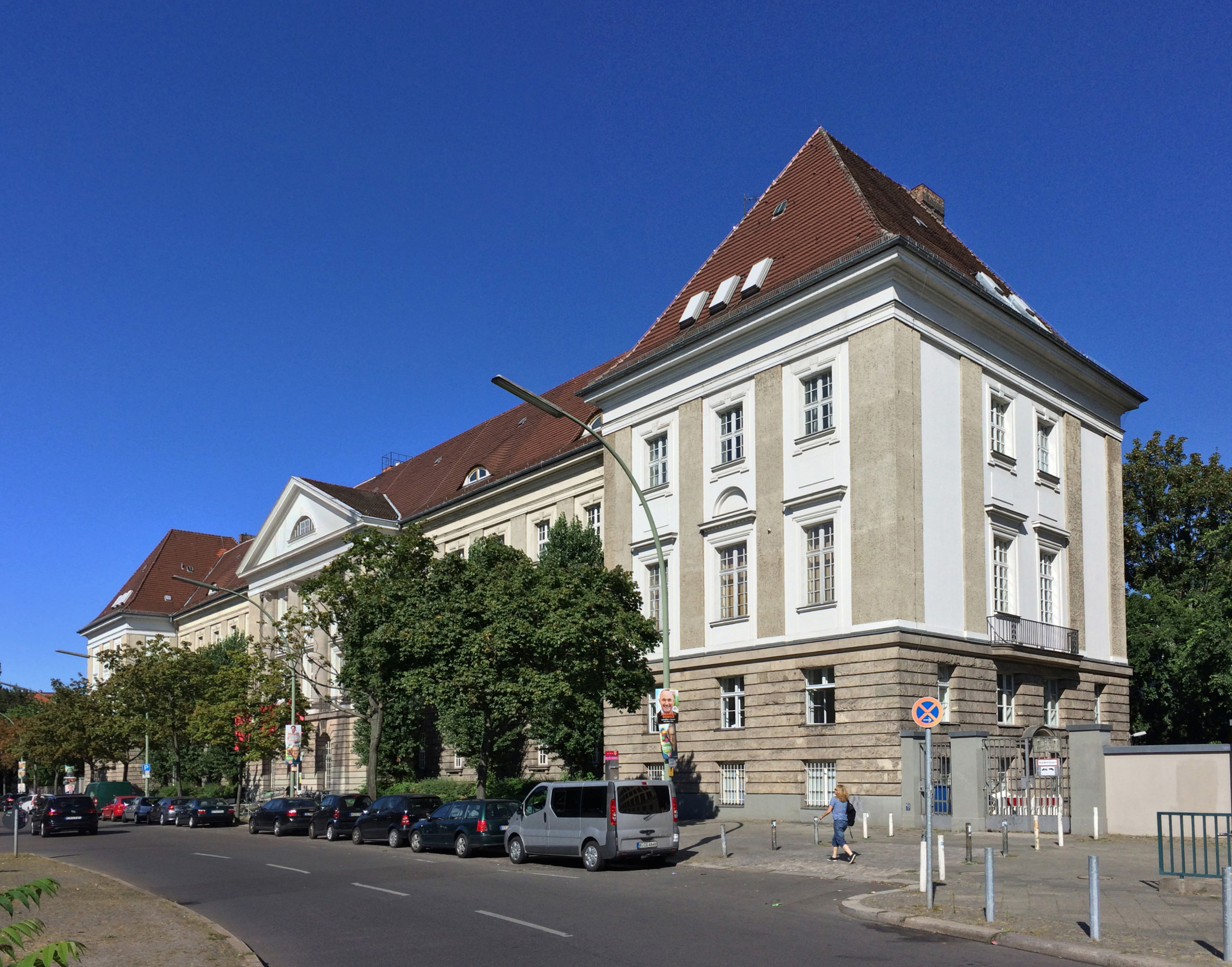
Medienhaus in der Grunewaldstraße in Schöneberg
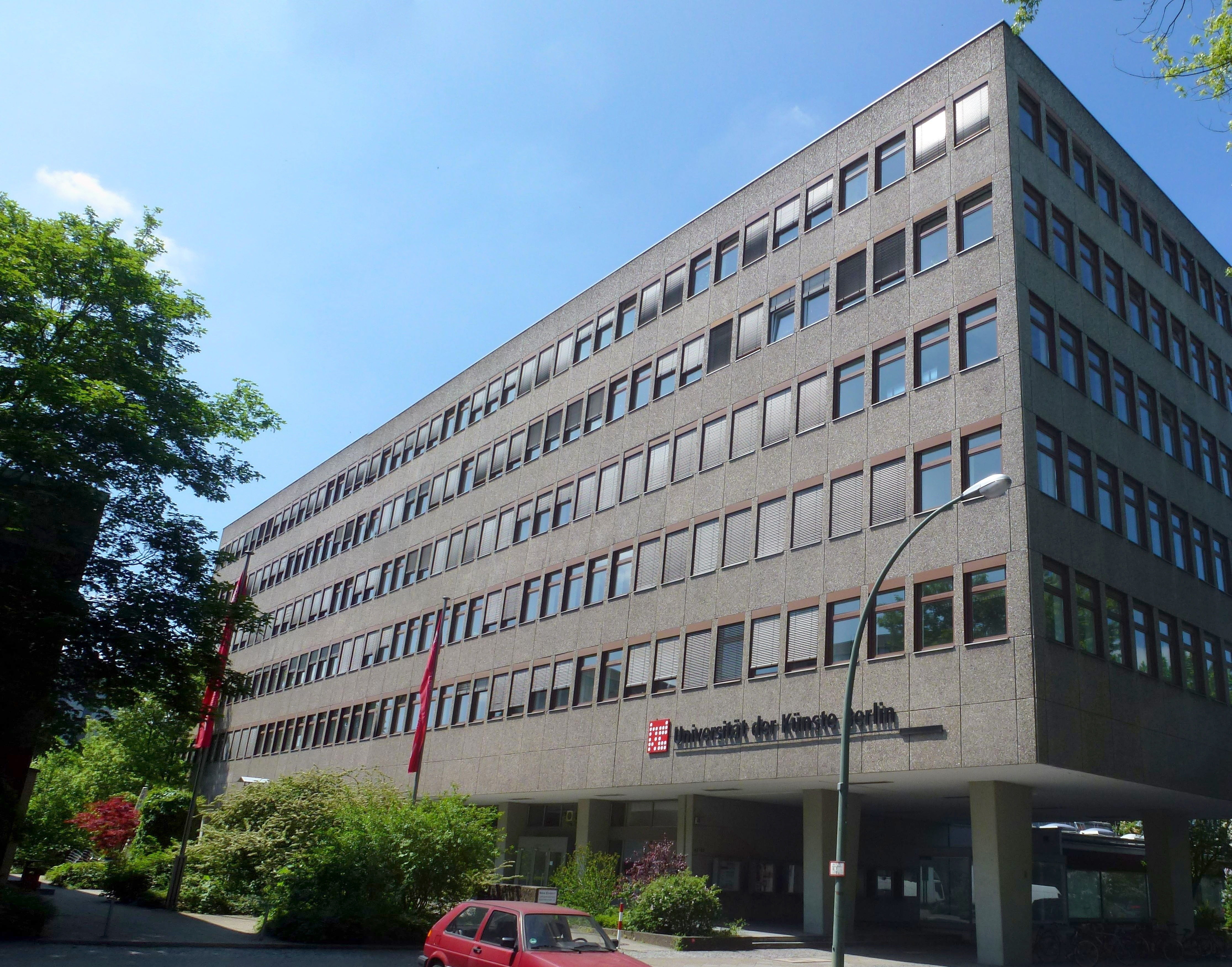
Zentrale Universitätsverwaltung am Einsteinufer

## Studiengänge

### Überblick
An der UdK Berlin werden über 70 Studiengänge angeboten. Die zu erwerbenden Studienabschlüsse sind in Folge des Bologna-Prozesses weitgehend der Bachelor of Arts und der Master of Arts. Gleichzeitig hat die UdK Berlin in allen Freien Künsten keine gestuften Studiengänge eingeführt. Es werden auch lehramtsbezogene und weiterführende Studiengänge, beispielsweise Promotionsstudiengänge, angeboten.
Die UdK Berlin stellt auf Wunsch eine Bestätigung aus, der zufolge das an der UdK Berlin bestandene Konzertexamen und der Meisterschüler in der Bildenden Kunst promotionsäquivalent sind. An der Fakultät werden zudem nicht nur Künstler, sondern auch Kunstlehrer für verschiedene Schulstufen ausgebildet. Zusätzlich wird der weiterbildende Masterstudiengang Art in Context angeboten. Mit Ausnahme des letzteren beginnen alle Studiengänge mit einer zweisemestrigen Grundlehre als Basis für das anschließende Studium in einer Fachklasse.

### Fakultät Gestaltung
- Modedesign
- Produktdesign
- Architektur
- Visuelle Kommunikation

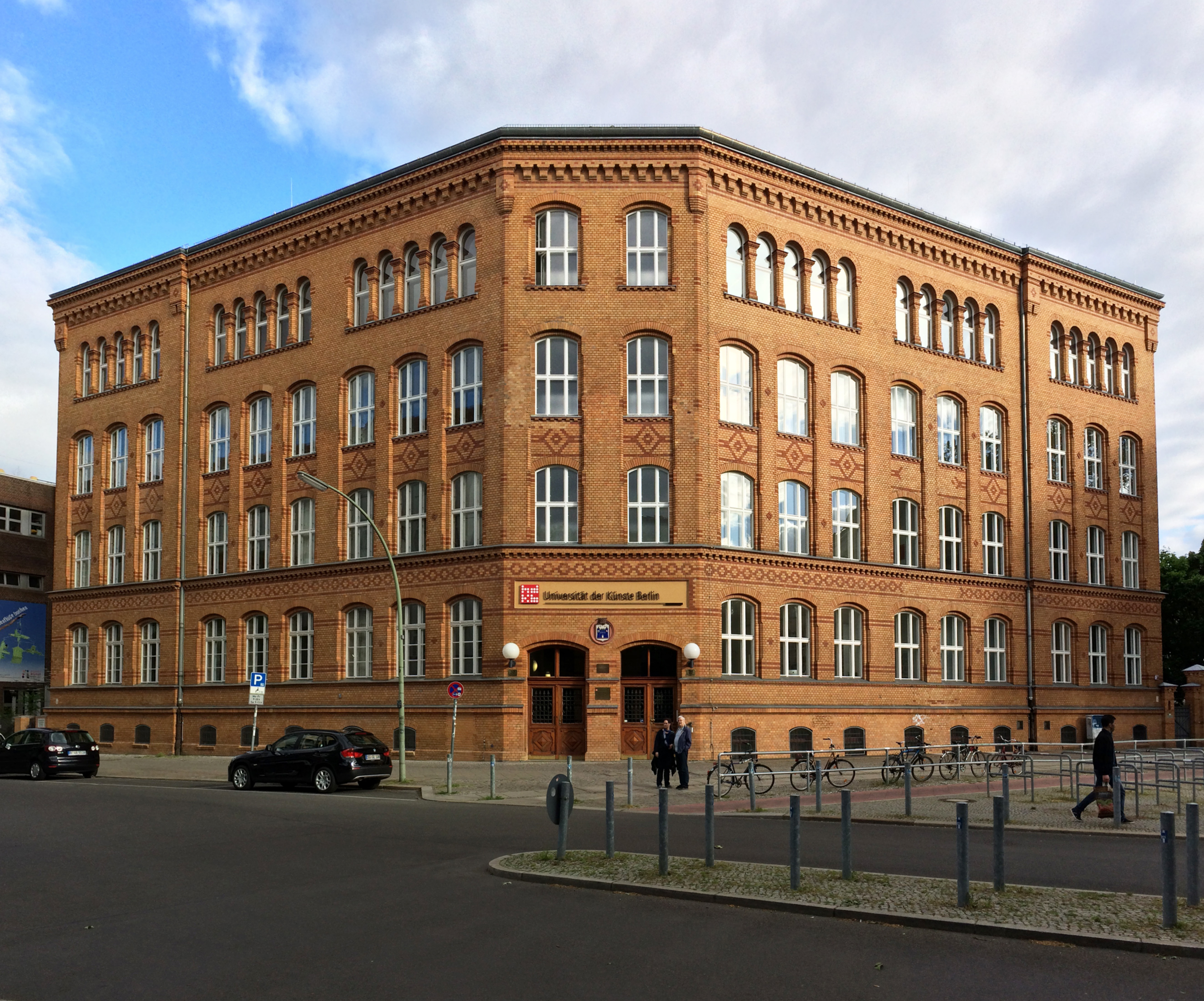
Gebäude der Fakultät Gestaltung

- Gesellschafts- und Wirtschaftskommunikation
- Kunst und Medien

### Fakultät Musik

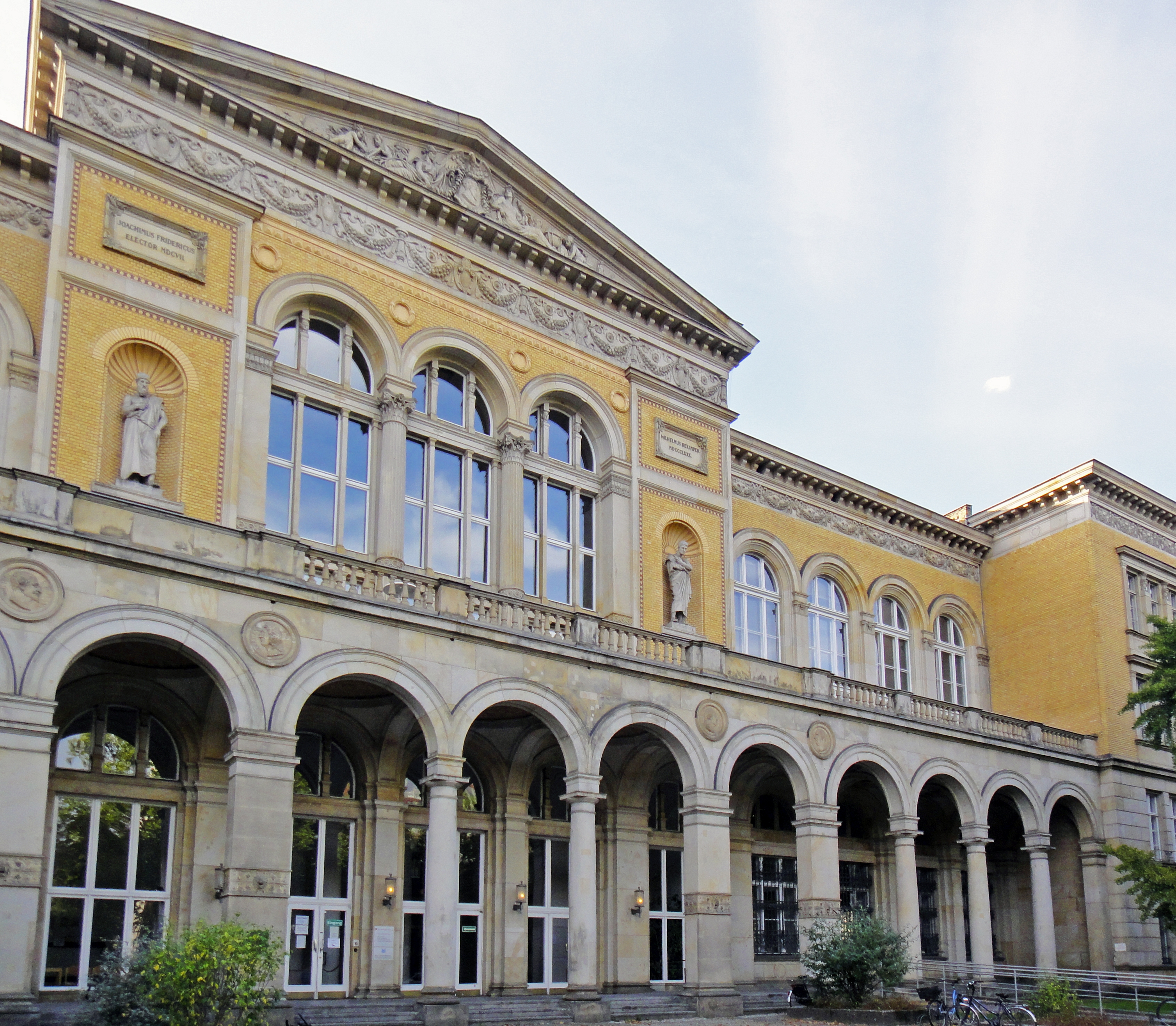
Gebäude der Fakultät Musik

Die Fakultät Musik verfügt über einen eigenen großen Konzertsaal mit 1255 Plätzen, einer 200 m² großen Bühne und ist mit modernster Technik ausgestattet. Der Saal entstand in den 1950er Jahren nach Entwürfen des Architekten Paul Baumgarten und diente in den 1960er Jahren als Veranstaltungsort für die Berliner Philharmoniker. Er wird weiterhin für Konzerte genutzt.
Der Studiengang gliedert sich in:
- Orchesterinstrumente
- Tasteninstrumente
- Dirigieren
- Chordirigieren
- Komposition
- Kirchenmusik
- Alte Musik
- Tonmeister
- Musik (lehramtsbezogen)
- künstlerisch-pädagogische Ausbildung
- Musikwissenschaft/Musikpädagogik
- Instrumentalspiel (Nachwuchsförderung am Julius-Stern-Institut).

### Fakultät Darstellende Kunst
- Gesang/Musiktheater
- Schauspiel
- Musical/Show
- Bühnenbild
- Kostümbild
- Szenisches Schreiben
- Theaterpädagogik
- Lehramt Theater

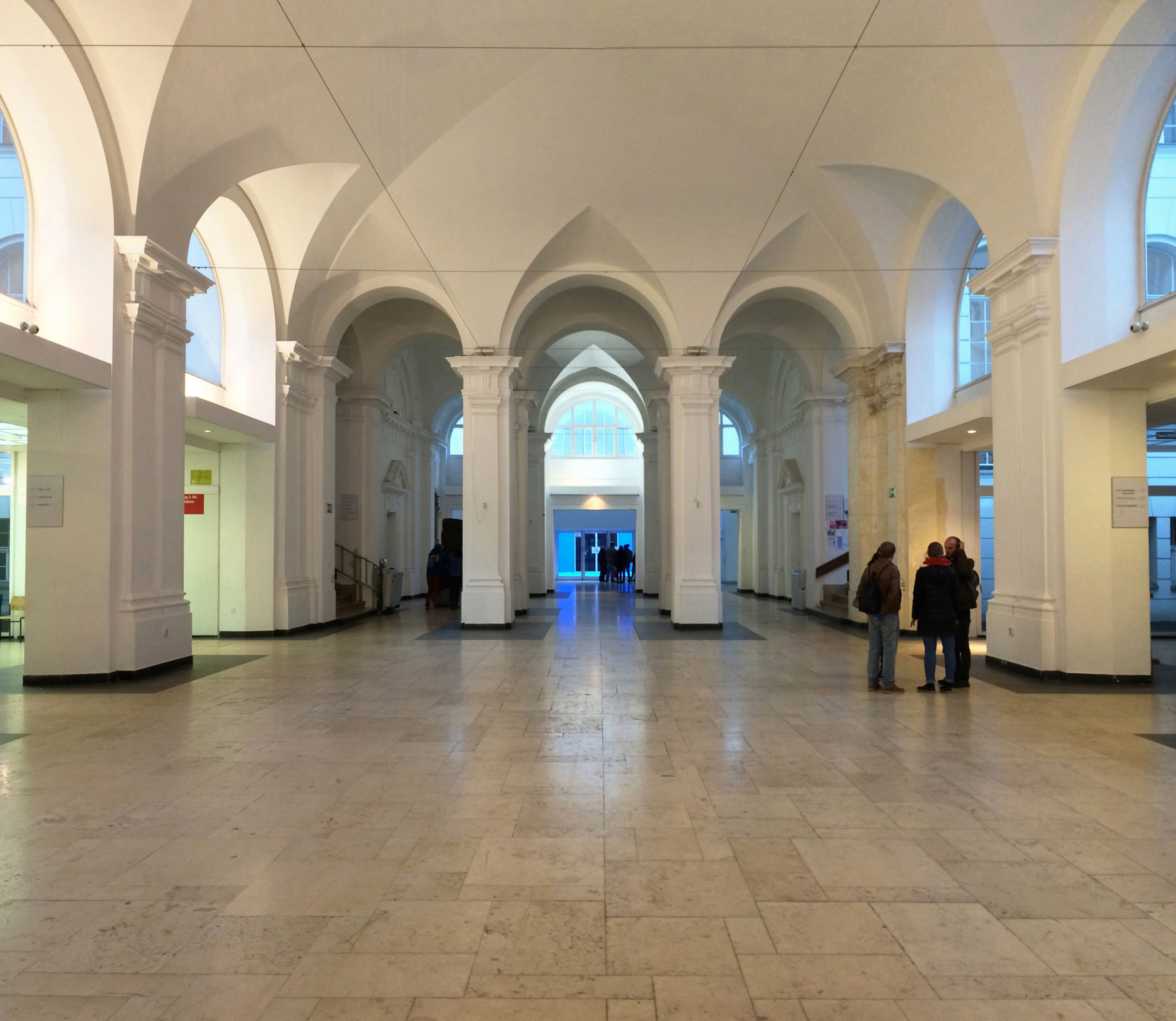
Eingangshalle des Hauptgebäudes

- Gesang (Nachwuchsförderung Julius-Stern-Institut)

### Fakultät Bildende Kunst
- Malerei
- Freie Grafik
- Bildhauerei
- Neue Medien

### Zentrum Tanz

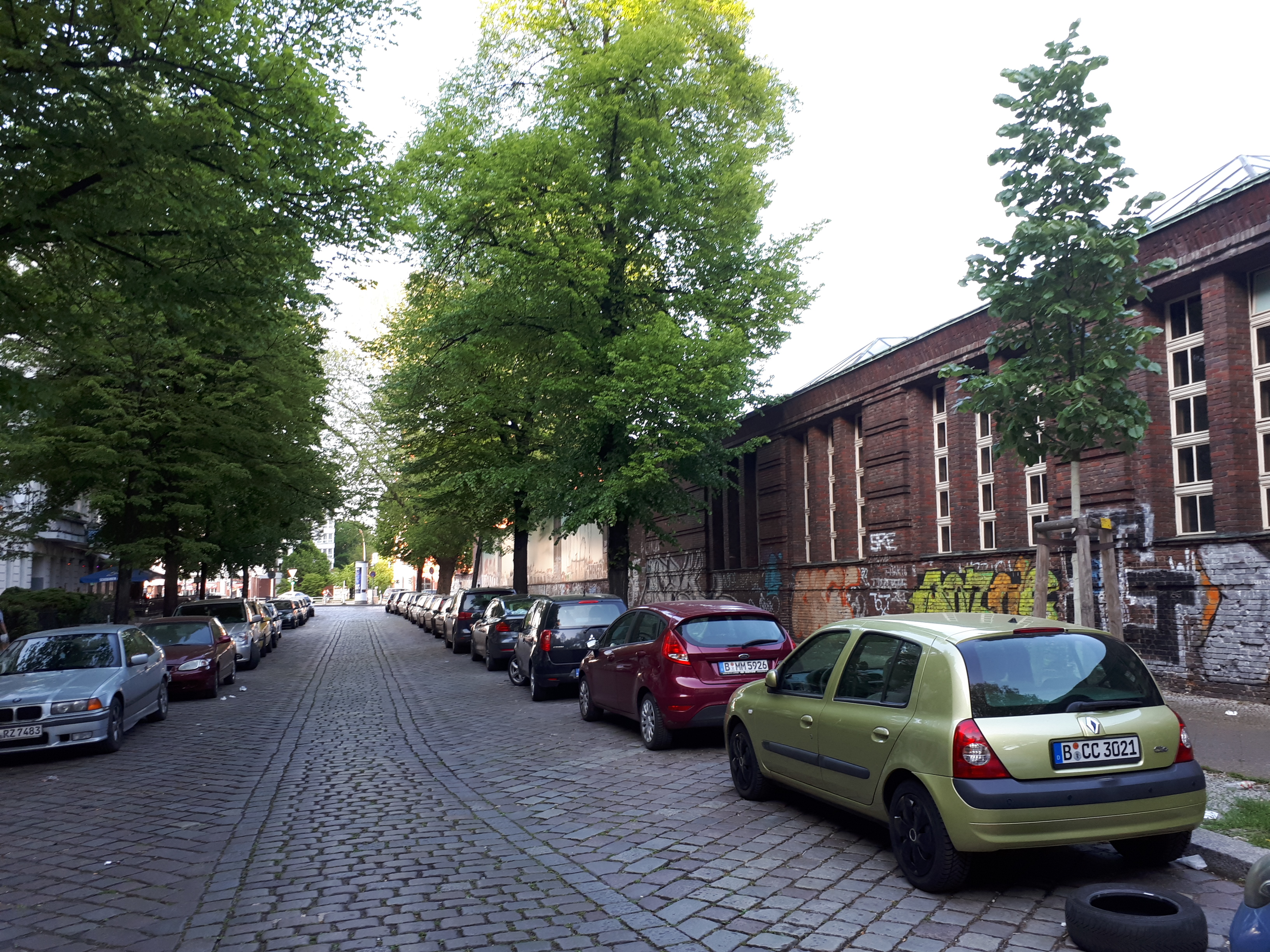
Zentrum Tanz

Am hochschulübergreifenden Zentrum Tanz können Tanz, Kontext, Choreografie im Bachelor sowie Solo Dance/Authorship und Choreografie im Master studiert werden.

### Jazz-Institut Berlin
Das Jazz-Institut Berlin bietet Jazz als Bachelor-, Master- und internationales Masterstudium an.

### Weiterbildung
Am 2007 eingerichteten UdK Berlin Career College können die Weiterbildungsstudiengänge Musiktherapie, Leadership in Digitaler Kommunikation und Sound Studies and Sonic Arts studiert werden. Zudem werden Zertifikatskurse wie Kuratieren, Musiktherapie im palliativen Kontext, Künstlerisches Erzählen sowie Creating Dance in Art and Education angeboten.

### Kooperation
Die UdK arbeitet seit 2020 mit der Technischen Universität Berlin im forschungsorientierten Masterstudiengang Design & Computation zusammen. Es ist der erste disziplinenübergreifende Studiengang, den die UdK Berlin und die TU Berlin gemeinsam anbieten.
Im Rahmen des Projekts Nachhaltige Vitalisierung des kreativen Quartiers auf und um den Campus Charlottenburg (NAVI BC) wurde 2008 die Hybrid-Plattform zur Vernetzung von Wissenschaft und Kunst ins Leben gerufen. Seit 2011 ist diese nun an der UdK Berlin und der Technischen Universität (TU) angesiedelt.

## Universitätseinrichtungen

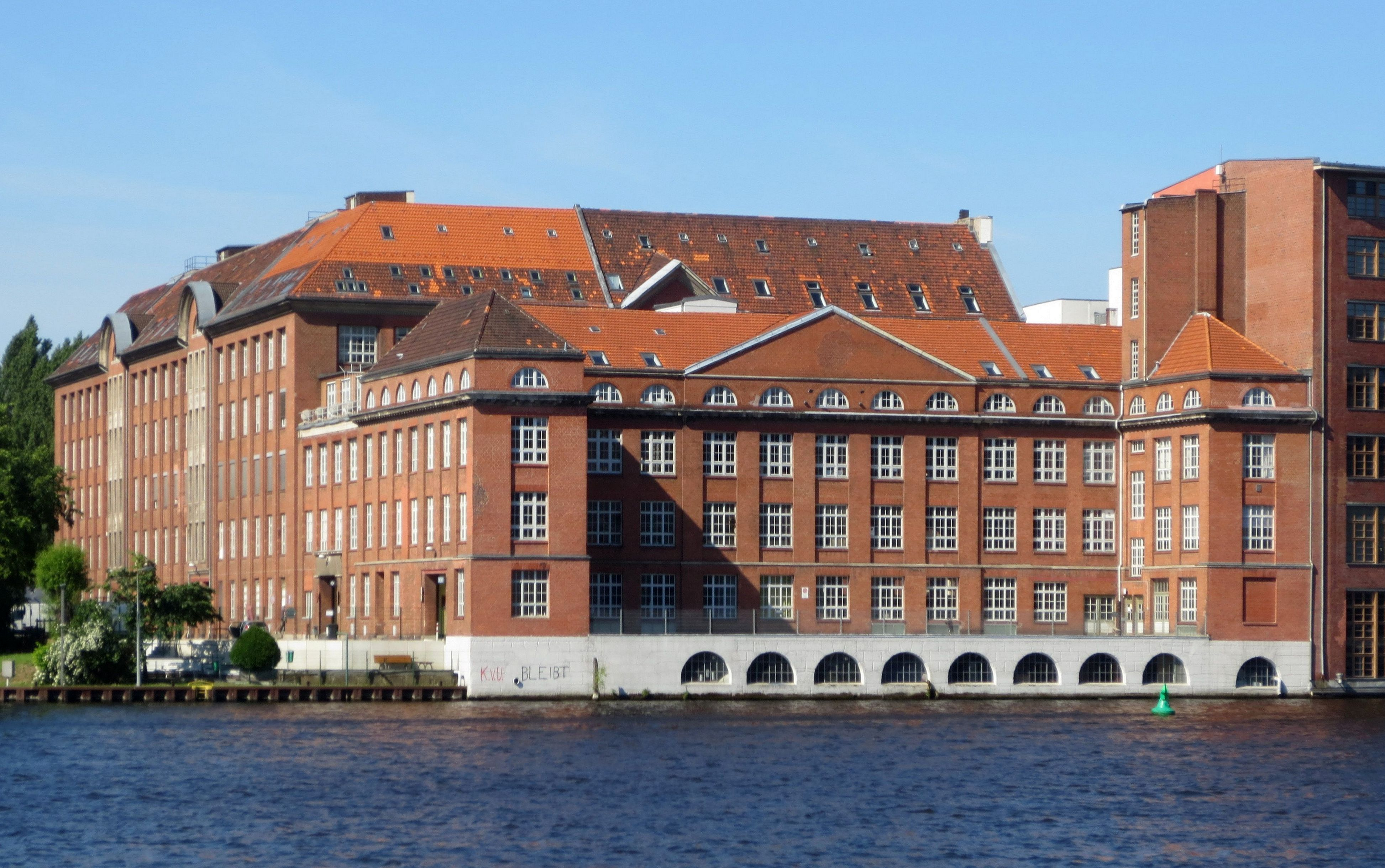
Sitz des Institute of Electronic Business in Berlin-Kreuzberg

### Weitere Einrichtungen
Der Universität sind weitere Einrichtungen angegliedert. So befindet sich das An-Institut Institute of Electronic Business in Kreuzberg.
Das Career & Transfer Service Center der UdK Berlin ist das erste Karrierezentrum an einer künstlerischen Hochschule in der Bundesrepublik Deutschland. Es berät und informiert seit 2001 Studierende und Absolventen aller künstlerischen Disziplinen über ihre Perspektiven auf dem Kunst-, Kultur- und Medienmarkt. Seit 2004 steht das CTC auch den Studierenden der drei anderen künstlerischen Hochschulen in Berlin offen.

### Bibliothek und Archiv

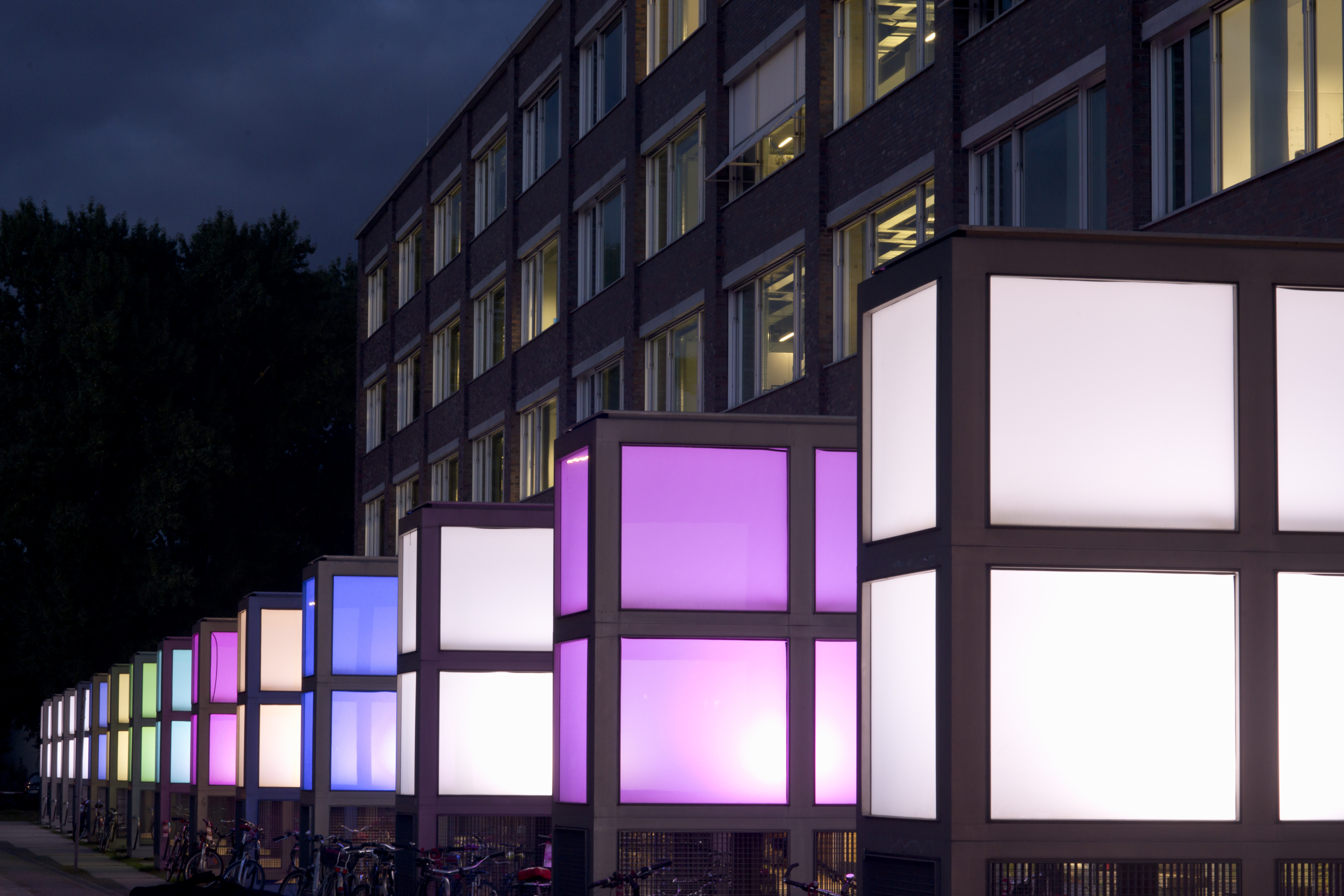
Zentralbibliothek der TU Berlin und der UdK Berlin

Die Zentralbibliothek befindet sich an zwei Standorten. Die Zentralbibliothek der TU und UdK Berlin ist seit 2004 die gemeinsame Universitätsbibliothek der Technischen Universität Berlin und der Universität der Künste.
Das Vilém Flusser Archiv der UdK befindet sich in Schöneberg.

### Sommerakademie
KlangKunstBühne ist der Name einer Sommerakademie für Studenten nach Abschluss ihres Studiums und findet seit 2003 alle zwei Jahre für je drei Wochen statt. Sie ist ein Angebot der Fakultäten Musik und Darstellende Kunst in Kooperation mit dem Zentralinstitut für Weiterbildung/UdK Berlin Career College. Ebenfalls am UdK Berlin Career College angesiedelt ist die Berlin Summer University of the Arts, die seit 2012 jährlich Kurse für internationale Künstler aller Disziplinen und fortgeschrittene Studierende anbietet.

## Veranstaltungen
Die UdK veranstaltet im Jahr über 500 Kulturfeste. Darunter sind Ausstellungen, Konzerte, Lesungen, Musiktheaterproduktionen, Schauspielvorführungen, Tanzereignisse, Komikerabende und Partys. Die Universität ist damit einer der größten Kulturveranstalter in der Metropole Berlin. Meist sind die Aufführungen für die Besucher kostenfrei.
Der Internationale Max-Rostal-Wettbewerb ist seit 1997 ein an der UdK bestehender Musikwettbewerb für junge Musiker. Der UdK Berlin Art Award wird seit 2023 in der Fakultät Bildende Kunst sowie im Studiengang Kunst und Medien ausgelobt. Zahlreiche weitere Verleihungen, wie die des Taut-Preises, finden jedes Jahr für die verschiedensten Sparten statt.

## Die Universität im Film
Die Geschichte um ein Künstler-Kollektiv aus der Hochschule der Künste, das in einen Rechtsstreit mit einem ausländischen IT-Konzern gerät, wurde 2021 in der Mini-Serie The Billion Dollar Code verfilmt.

## Persönlichkeiten

### Präsidenten seit 1975
- 1975–1977: Detlef M. Noack
- 1977–1991: Ulrich Roloff (seit 1985: Roloff-Momin)
- 1992–1996: Olaf Schwencke
- 1996–2005: Lothar Romain
- 2006–2020: Martin Rennert
- 2020–2025: Norbert Palz
- seit 2025: Markus Hilgert

### Ehrensenatoren
- Wolfgang Abramowski, 2007–2017 Kanzler
- Dietrich Fischer-Dieskau, 1983–1994 Professor
- Hans-Ludwig Feldgen, ehemaliger Professor
- Hardt-Waltherr Hämer, 1967–1987 Professor
- Dietmar Lemcke, 1964–1998 Professor
- Aribert Reimann, 1983–1998 Professor
- Martin Rennert, 1985–2005 Professor, Präsident der UdK Berlin
- Helmut Roloff, 1950–1978 Professor sowie 1970–1975 Direktor der Musikhochschule
- Oskar Sala, Alumnus
- Paula Salomon-Lindberg, Alumna
- Jürgen Schleicher, 1975–2006 Kanzler
- Vivienne Westwood, 1993–2005 Lehrauftrag im Bereich Modedesign

### Dozenten
Zu den Dozenten zählten international bekannte Künstler wie zum Beispiel Aribert Reimann, Monica Bonvicini, Heinz Emigholz, Friedrich Goldmann, Steven Sloane, François Benda, Hito Steyerl, Ai Weiwei, Olafur Eliasson, Josephine Pryde und das Artemis-Quartett.
- Siehe auch: Hochschullehrer der Universität der Künste Berlin